# Áts Erika
Áts Erika, Bárczay Friederika, Erika Zimmermann (Miskolc, 1934. augusztus 11. – Budapest, 2020. november 22.) magyarországi német költő, író, műfordító, újságíró.

## Élete, munkássága
Középosztálybeli családba született, amelyben németül és magyarul is beszéltek. 1944-ben családjával és debreceni ménesükkel Baden-Württembergbe emigrált[pontosabban?], de 1948-ban a megmentett lóállománnyal együtt visszatértek Magyarországra. E tettük elnyerte a magyar kormány jóindulatát, és a család gond nélkül bekapcsolódhatott a hétköznapi életbe, a hazai oktatásba, ami a magyarországi németekre nem volt jellemző abban az időben. 1954 ás 1956 között az ELTE Bölcsészkarán germanisztikát tanult.
1959-tól a Magyarországi Németek Demokratikus Szövetségében dolgozott, 1972-ben a szövetség irodalmi szekciójának egyik alapítótagja. 1963-tól 1979-ig a Neue Zeitung, a magyarországi német nemzetiségi lap munkatársa, ebben az értelemben a modern magyar német irodalom gondozójának tekinthető. 1972-tól a Budapester Rundschau főszerkesztő-helyettese volt a lap megszűnéséig. Közreműködött az első magyar-német antológia, a Tiefe Wurzein (Mély gyökerek) 1974-es létrehozásában.  
Ingmar Brantsch német író „a modern magyar német irodalom anyjának” nevezte. Fordítói munkájában a „sajátosan magyar” érzése hozzájárult a magyar, és ezzel együtt a magyarországi német irodalom megismeréséhez a német nyelvterületen, elsősorban a Német Demokratikus Köztársaságban. Egyik fontos fordítása volt Radnóti Miklós Erőltetett menet (Gewaltmarsch) című verse. Kalász Márton méltatta azt az ékesszólást, amellyel kísérteties erővel teremti meg verseit.

## Főbb művei
- Karácsony. 1965
- Tiefe Wurzeln. Antológia, 1974
- Több nyelven, közös akarattal. Nemzetiségek a Magyar Népköztársaságban. Népművelési Propaganda Iroda, Budapest, 1976
- Igele Bigele. Antológia, 1980
- Die Linde, Zu zwei am Strand, Der Ästhet, Winterwalzer versek a magyar német szerzők Egy nyírfa vallomásai című gyűjteményében, 1980
- Gefesselt ans Pfauenrad, Lehrbuchverlag, Budapest, 1981
- Der Ästhet. Neue Zeitung, 1988
- Dal a véka alatt. Budapest, 2010
- Lied unterm Scheffel. Budapest, 2010
- Hadd imádkozzam hozzád
- Ecce Homo

## Fordítás
Ez a szócikk részben vagy egészben  az   Erika Áts című német Wikipédia-szócikk ezen változatának fordításán alapul.  Az eredeti cikk szerkesztőit annak laptörténete sorolja fel. Ez a jelzés csupán a megfogalmazás eredetét és a szerzői jogokat jelzi, nem szolgál a cikkben szereplő információk forrásmegjelöléseként.